# Franck Fischbach
Pour les articles homonymes, voir Fischbach.
Franck Fischbach, né le 3 juin 1967, est un philosophe et professeur de philosophie allemande à l'université Paris 1 Panthéon-Sorbonne. Il est rattaché au Centre d'histoire des philosophies modernes de la Sorbonne et membre senior de l'Institut universitaire de France (promotion 2025). Il est reconnu pour ses travaux dans le domaine de l'histoire de la philosophie allemande et dans celui de la philosophie sociale.

## Biographie
Ancien élève de l'École normale supérieure lettres et sciences humaines (promotion 1987), agrégé de philosophie (1991), docteur en philosophie (1996), habilité à diriger les recherches en philosophie (2002), Franck Fischbach est professeur d'histoire de la philosophie allemande moderne à l'université Paris 1 Panthéon-Sorbonne depuis 2021, après avoir enseigné aux universités de Poitiers (1993-1996), Rouen (1996-1997), Toulouse-Le Mirail (1997-2009), Nice Sophia-Antipolis (2009-2013) et Strasbourg (2013-2021). De 2014 à 2018, il a été directeur de la Faculté de philosophie de l'université de Strasbourg. De 2019 à 2023, il a présidé la section 17 (Philosophie) du Conseil national des universités (CNU). Il dirige avec Sandra Laugier la collection "Problèmes & Controverses" de la Librairie philosophique J. Vrin (Paris). Son livre Faire ensemble. Reconstruction sociale et sortie du capitalisme (Le Seuil, 2024) a obtenu le prix PhiloMonaco de l'essai 2025.
Il est le fils de Fred Fischbach (1924-1993), réfractaire à l'incorporation forcée dans la Wehrmacht en 1942, combattant volontaire dans les rangs de la Brigade indépendante Alsace-Lorraine, maître de conférences en études germaniques à l'université de Lille 3, spécialiste de Bertolt Brecht et de Hanns Eisler - et d'Yvette Lemat (1931-2025), franco-suisse originaire du canton de Vaud, professeure d'allemand, censeure (proviseure-adjointe) honoraire du Lycée Condorcet  (Paris). Franck Fischbach a accompli sa formation secondaire dans ce lycée, ainsi que deux années de classes préparatoires (dont la khâgne dans la classe de philosophie de Jean-Pierre Osier, élève de Louis Althusser, traducteur de Ludwig Feuerbach et de Thomas Hodgskin). 
Après une thèse de doctorat en philosophie (Paris 1) dirigée par Bernard Bourgeois et consacrée à Hegel et Schelling, puis une Habilitation (garantie par Jean-François Kervégan, Paris 1) consacrée à la constitution de l'ontologie moderne de l'activité entre Fichte et Marx (L'Être et l'Acte, 2002), les travaux de Franck Fischbach relèvent de deux domaines : d'une part l'histoire de la philosophie allemande moderne et contemporaine, de Fichte à Heidegger et à la Théorie critique de l'École de Francfort, en passant par Hegel, les Jeunes hégéliens et Marx (Philosophies de Marx, 2015) ; d'autre part la philosophie sociale (Manifeste pour une philosophie sociale, 2009, Le sens du social, 2015 et Faire ensemble, 2024) qu'il contribue à développer en France en la définissant comme une approche critique des formes sociales de vie, informée des apports des sciences sociales et permettant de traiter des questions telles que l'aliénation ou la reconnaissance. C'est dans ce cadre théorique que Franck Fischbach a abordé philosophiquement la question du travail. Il a proposé de comprendre le travail comme une activité non réductible à la seule production (poiésis) et caractérisée par une forte dimension pratique ou "praxique" dont témoignent les enjeux de réalisation de soi ou de libération collective portés par les actrices et acteurs du travail. Si le travail social consiste en un ensemble d'activités au moyen desquelles une société régule ses interactions avec la nature et assure sa propre reproduction (La production des hommes, 2005, 2e éd. 2014, Après la production. Travail, nature et capital, 2019), alors la soumission des activités de travail à l'impératif productif sous les rapports sociaux capitalistes mène à une crise de la reproduction sociale qui constitue, selon F. Fischbach, une dimension importante des crises écologiques contemporaines (Pour la Théorie critique. Raison, nature et société, 2024).

## Publications

### Œuvres
- Du commencement en philosophie. Étude sur Hegel et Schelling, Paris, Vrin, 1999.
- La reconnaissance. Fichte et Hegel, Paris, PUF, 1999.
- Fichte. Fondement du droit naturel, Paris, Ellipses, 2000.
- L'être et l'acte. Enquête sur les fondements de l'ontologie moderne de l'agir, Paris, Vrin, 2002.
- La production des hommes. Marx avec Spinoza, Paris, PUF, 2005 (seconde édition revue et complétée, Paris, Vrin, 2014) ; Marx with Spinoza. Production, Alienation, History, translated by Jason Read, Edinburgh University Press, 2023 ; La producción de los hombres. Marx con Spinoza, traducción de Julien Canavera, Prensas de la Universidad de Zaragoza, 2023.
- Sans objet. Capitalisme, subjectivité, aliénation, Paris, Vrin, 2009 (2e édition en 2012, 3e édition en 2016) ; Brez predmeta. Kapitalizem, subjektivnost, odtujitev, trad. Aljosa Kravanja, Ljubljana, Zalozba Krtina, 2012.
- Marx. Relire Le Capital, Paris, PUF, coll. "Débats philosophiques", 2009 ; Marx. Releer El Capital, traducción Francisco López Martín, Madrid, Ediciones Akal, 2012.
- Manifeste pour une philosophie sociale, Paris, La Découverte, 2009 ; Manifest fur eine Sozialphilosophie, übersetzt von L. Peter, mit einem Nachwort von Th. Bedorf und K. Röttgers, Bielefeld, transcript Verlag, 2016 ; Manifest pentru o filosofie socialâ, traducere de Andreea Ratiu, Budapest, Idea Editurā, « Praxi », 2024.
- La privation de monde. Temps, espace et capital, Paris, Vrin, 2011.
- La critique sociale au cinéma, Paris, Vrin, 2012 (traduit en persan chez Legapress, Téhéran, 2023).
- Histoires et définitions de la philosophie sociale, ouvrage co-dirigé avec Eric Dufour et Emmanuel Renault, Paris, Vrin, 2013.
- Philosophies de Marx, Paris, Vrin, 2015.
- Le sens du social. Les puissances de la coopération, Montréal, Lux Éditeur, 2015.
- Qu'est-ce qu'un gouvernement socialiste? Ce qui est vivant et ce qui est mort dans le socialisme, Montréal, Lux Éditeur, 2017 ; Kaj je socialistična vlada ? Kar je zivo in kar je mrtvo v socializmu, trad. Aljosa Kravanja, Ljubljana, Zalozba Krtina, 2019.
- Après la production. Travail, nature et capital, Paris, Vrin, 2019.
- Histoire philosophique du travail (en collaboration avec Anne Merkel, Pierre-Marie Morel et Emmanuel Renault), Paris, Vrin, 2022.
- Philosophie du travail. Activité, technicité, normativité (avec Emmanuel Renault), Paris, Vrin, 2022.
- Pour la Théorie critique. Raison, nature et société, Paris, Vrin, 2024.
- Faire ensemble. Reconstruction sociale et sortie du capitalisme, Paris, Le Seuil, 2024.

### Articles en ligne
- "Marx and communism"

### Traductions
- Georg Wilhelm Friedrich Hegel, L'esprit du christianisme et son destin, traduction, présentation et notes, Paris, Agora, 1992.
- Friedrich Wilhelm Joseph von Schelling, Introduction à l'Esquisse d'un système de philosophie de la nature, traduction, présentation et notes, en coll. avec Emmanuel Renault, Paris, Le Livre de Poche, 2000.
- Karl Marx, Manuscrits économico-philosophiques de 1844, nouvelle traduction avec présentation et notes, Paris, Vrin, 2007.
- Axel Honneth, Les pathologies de la liberté. Une réactualisation de la philosophie du droit de Hegel, traduction et présentation, Paris, La Découverte, 2008.
- Les Jeunes Hégéliens : politique, religion, philosophie. Une anthologie, Paris, Gallimard, coll. "NRF, Bibliothèque de Philosophie", 384 p., 2022  (ISBN 978-2072895241)